# Virieu (Isère)
Virieu (auch: Virieu-sur-Bourbre) ist eine Ortschaft und eine Commune déléguée in der französischen Gemeinde Val-de-Virieu mit 1092 Einwohnern (Stand: 1. Januar 2018) im Département Isère in der Region Auvergne-Rhône-Alpes.
Die Gemeinde Virieu wurde am 1. Januar 2019 mit Panissage zur Commune nouvelle Val-de-Virieu zusammengeschlossen. Sie gehörte zum Arrondissement La Tour-du-Pin und zum Kanton Le Grand-Lemps.

## Geografie
Virieu befindet sich etwa 58 Kilometer ostsüdöstlich von Lyon. Die Commune déléguée liegt am Bourbre, der die Commune déléguée im Norden und Nordwesten begrenzt. Umgeben wurde die Gemeinde Virieu von den Nachbargemeinden Panissage im Norden und Nordwesten, Chélieu im Norden, Valencogne im Nordosten, Le Pin im Osten, Oyeu im Süden, Burcin im Süden und Südwesten, Châbons im Südwesten sowie Blandin im Westen.

## Bevölkerungsentwicklung
| Jahr                       | 1962 | 1968 | 1975 | 1982 | 1990 | 1999 | 2006 | 2013 | 2018 |
| -------------------------- | ---- | ---- | ---- | ---- | ---- | ---- | ---- | ---- | ---- |
| Einwohner                  | 716  | 761  | 828  | 950  | 954  | 940  | 973  | 1109 | 1092 |
| Quellen: Cassini und INSEE |      |      |      |      |      |      |      |      |      |

## Sehenswürdigkeiten
- Kirche Saint-Pierre et Saint-Paul
- Schloss Virieu, um 1010 erbaut, seit 1965/1990 Monument historique

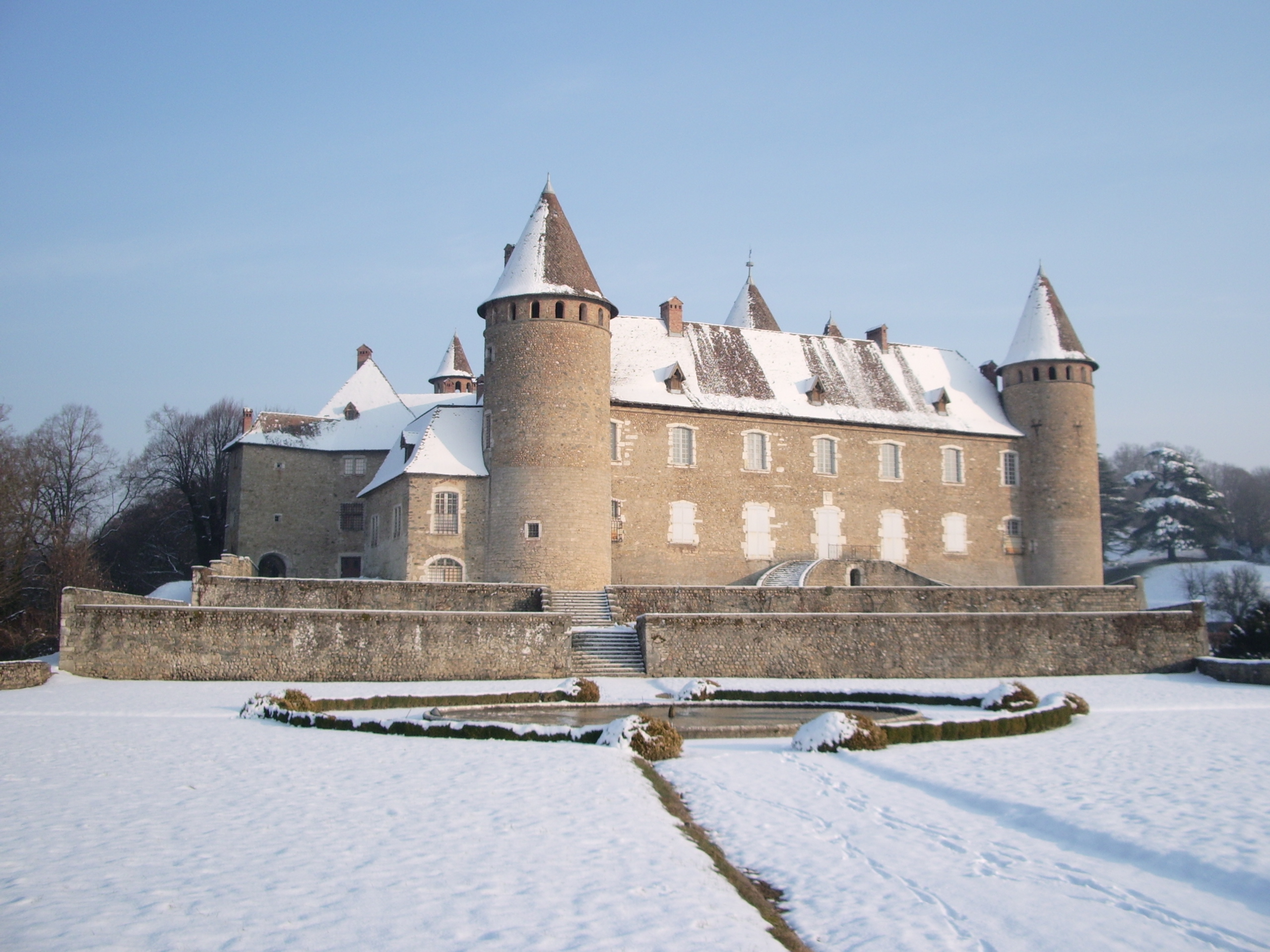
Schloss Virieu